# Ataenius ocumarensis
Ataenius ocumarensis är en skalbaggsart som beskrevs av Zdzisława Stebnicka 2001. Ataenius ocumarensis ingår i släktet Ataenius och familjen Aphodiidae. Inga underarter finns listade.